# Кама-А (радиолокационная станция)
«Кама-А» — советская и российская радиолокационная станция дециметрового диапазона волн. Предназначена для траекторных измерений в активном режиме по сигналам ретранслятора, ответчика и в пассивном режиме — по отраженному сигналу. Кама-А первая из семейства РЛС траекторных измерений «Кама» главным разработчиком которой является ОАО КБ «Кунцево», входящий в АО «Концерн ВКО „Алма́з-Анте́й“».

## Назначение
РЛС «Кама-А» предназначена для получения высокоточных траекторных измерений, позволяющих выявлять отклонения реальной траектории от заданной; оценивать эффективность функционирования испытываемых объектов; определять причины, вызвавшие несоответствие характеристик предъявляемым требованиям. Результаты траекторных измерений, используются для определения траектории (параметров) движения объекта испытаний в заданных системах координат и прогноза его дальнейшего движения.
Станция имеет два варианта конструктивного исполнения: стационарное (в техническом здании с антенной на пилоне) и подвижное (четыре прицепа и антенный пост).
«Кама-А», работающая с бортовым приемоответчиком «Рубин», представляет собой модификацию радиолокаторов системы противовоздушной обороны (ПВО).
РЛС «Кама-А» использовалась для траекторных измерений космических аппаратов ближнего Космоса, и как правило по космическим ракетоносителям.

## Тактико-технические характеристики[2]
- Дальность действия — 2500 км;
- Диапазон частот — дециметровый;
- Диаметр антенны — 2,5 м;
- Рабочие диапазоны:
  - по дальности — 3÷2880 км;
  - по радиальной скорости — 11 км/с;
  - по азимуту — 0-360°;
  - по углу места — 3-85°

«Кама-А» имеет узкую диаграмму направленности антенны игольчатого типа, а её первоначальное наведение на цель выполняется в режимах поиска РЛС или по целеуказаниям.